# Super Swede/People
Super Swede/People är en musiksingel med Billey Shamrock, utgiven 1983 under namnet Nilla Nahambroc (vilket är en omkastning av bokstäverna i namnet Abraham Lincoln).
Singeln spelades in 1982 i Kungliga dramatiska teaterns musikstudio  av Jan-Eric Piper. Utgavs på undergroundbolaget Lost angels productions. Räknas numera till kategorin postpunk och renderar, i likhet med andra obskyra 80-talsplattor, höga priser på andrahandsmarknaden. Första upplagan var på 800 exemplar.

## Medverkande musiker
- Sebastian Sundblad
- Nicke Johansson (sedermera Ronnie Roze)
- Peter Forsberg
- Karin Nordlander
- Mary Love
- Peppe Lindbom
- Björn Wikholm
- Jan-Eric Buckley